# Phyllozetes emmae
Phyllozetes emmae är en kvalsterart som först beskrevs av Berlese 1910.  Phyllozetes emmae ingår i släktet Phyllozetes och familjen Cosmochthoniidae. Inga underarter finns listade i Catalogue of Life.